# Trattato di Vienna (1606)

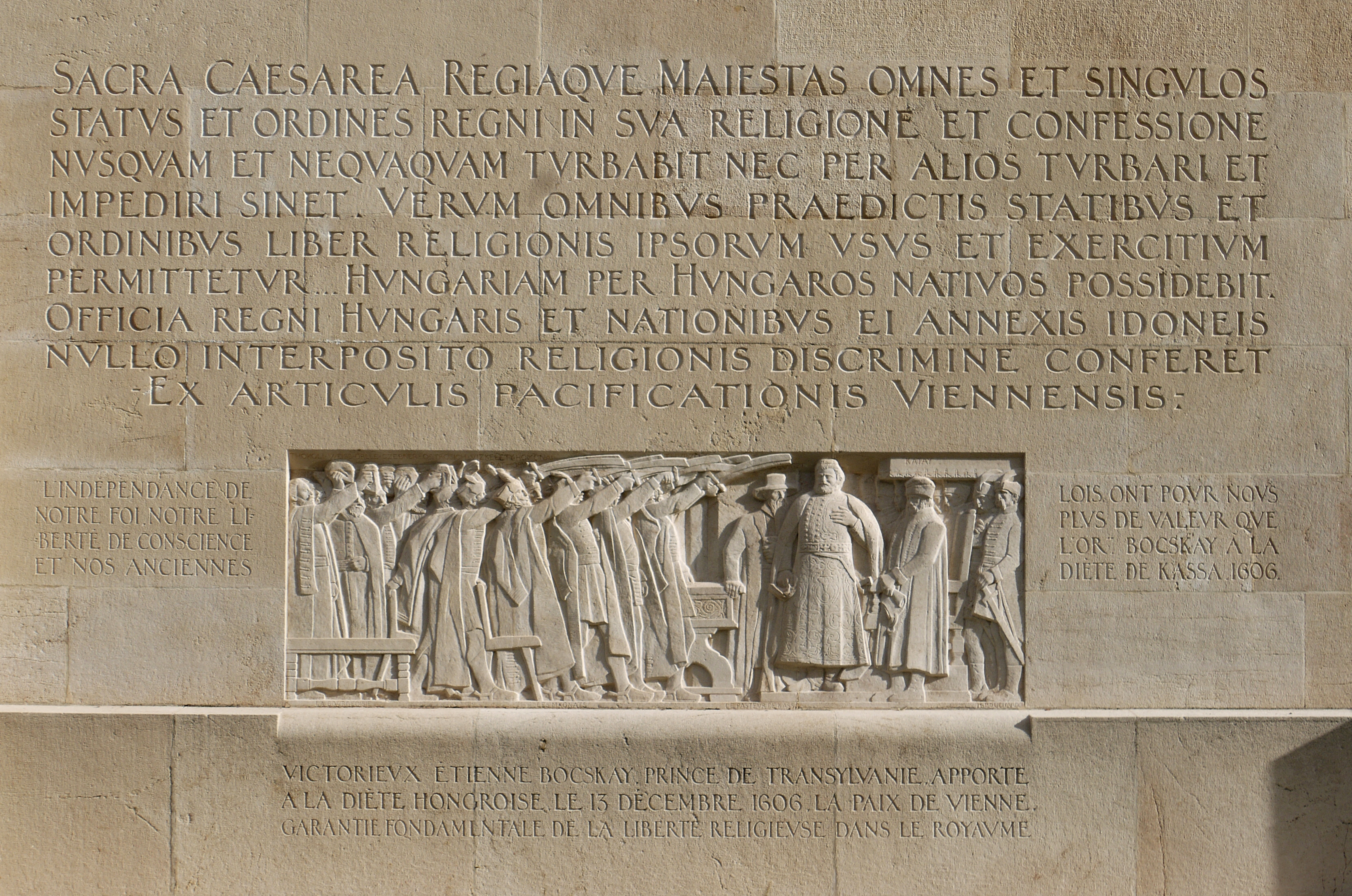
Le prime battute del trattato di Vienna sul muro dei Riformatori di Ginevra.

Il trattato di Vienna (noto anche come pace di Vienna) venne firmato il 23 giugno 1606 da István Bocskai, voivoda di Transilvania, e dall'arciduca Mattia d'Asburgo. L'accordo raggiunto dalle parti, di argomento principalmente politico-religioso, chiuse una rivolta feudale tramutatasi in una vera e propria guerra civile.

## Antefatto
Nel 1605 la nobiltà magiara della Transilvania era insorta contro il dominio degli Asburgo. L'imperatore Rodolfo II, già sovrano d'Ungheria, aveva esteso i suoi domini fino alla Transilvania grazie al generale Giorgio Basta nel 1601. Basta, impegnato nella Lunga Guerra voluta da Rodolfo contro i turchi, aveva sfruttato a vantaggio del suo signore la debolezza in cui versavano i Principati danubiani causa la lunga guerra contro Istanbul: aveva fatto assassinare il potente voivoda Michele di Valacchia e si era impossessato della Transilvania, già faticosamente domata dal defunto Michele.
La presenza austriaca in Transilvania era stata caratterizzata da una spietata politica di occupazione e da una intransigente applicazione dei dettami del Concilio di Trento. La nobiltà ungherese, principalmente di fede calvinista, non aveva tardato a muovere le sue rimostranze contro la corte di Praga. Basta era stato rimosso dal suo ruolo di governatore (1602) ma la situazione non era certo migliorata. I boiari transilvani avevano infine deciso di riconoscere István Bocskai, già consigliere dei precedenti voivoda della famiglia Báthory e, a suo tempo, alleato di Michele di Valacchia contro i turchi, quale nuovo sovrano (1605). La rivolta di Bocskai era stata apertamente appoggiata e foraggiata dal sultano Ahmed I, impegnato a combattere i Safavidi di Persia e bisognoso di chiudere il lungo impegno militare ottomano nei Balcani.
La crisi transilvana era servita da pretesto anche per un cambio nella conduzione del potere in seno alla stessa famiglia Asburgo. L'arciduca Mattia, di concerto con il fratello, l'arciduca Massimiliano II d'Austria, aveva sfruttato la situazione per strappare il controllo degli affari ungheresi al sempre più ombroso e folle fratellastro, l'imperatore Rodolfo II.

## Il trattato
L'accordo sottoscritto dall'arciduca Mattia e dal voivoda Bocskai garantì ai magiari il rispetto dei loro diritti in materia di libertà religiosa e di amministrazione politica tanto in Transilvania quanto nel Regno d'Ungheria. Nella città di Sopron i luterani ottennero la libertà di culto tanto quanto i calvinisti la ottennero nelle terre transilvane.
Da un punto di vista politico, l'accordo garantì a István Bocskai la legittimazione del suo ruolo di sovrano da parte di Mattia d'Asburgo che confermò inoltre la consuetudine transilvana di eleggere liberamente il principe.

## Lascito
Causa la sua enorme importanza nella storia dei calvinisti d'Ungheria e Transilvania, anche il trattato di Vienna trova posto tra i monumenti del muro dei Riformatori di Ginevra: le prime battute del trattato sono incise nel monumento, vicino alla statua di István Bocskai.